# Liste der Nummer-eins-R&B-Alben in den USA (1983)
Dies ist eine Liste der Nummer-eins-Alben in den von Billboard ermittelten Verkaufscharts für R&B-Alben in den USA im Jahr 1983. In diesem Jahr gab es fünf Nummer-eins-Alben.
| ← 1982 ← | Liste der Nummer-eins-R&B-Alben in den USA | Liste der Nummer-eins-R&B-Alben in den USA | Liste der Nummer-eins-R&B-Alben in den USA | 1984 →                    |
| \| Zeitraum \| Wo. ges. \| Interpret \| Titel \| Zusätzliche Informationen \| \| (Zeitraum, Wochen auf Platz eins, Interpret, Titel, zusätzliche Informationen) \| \| \| \| \| \| ------------------------------------------------------------------------------ \| -------- \| ------------------ \| --------------------- \| ------------------------- \| \| 1. Januar 1983 – 28. Januar 1983 4 Wochen (insgesamt 8) \| 8 \| Marvin Gaye \| Midnight Love[1] \| – \| \| 29. Januar 1983 – 22. Juli 1983 25 Wochen (insgesamt 25) \| 25 \| Michael Jackson \| Thriller[2] \| – \| \| 23. Juli 1983 – 29. Juli 1983 1 Woche (insgesamt 1) \| 1 \| The Isley Brothers \| Between the Sheets[3] \| – \| \| 30. Juli 1983 – 16. September 1983 7 Wochen (insgesamt 32) \| 32 \| Michael Jackson \| Thriller \| – \| \| 17. September 1983 – 25. November 1983 10 Wochen (insgesamt 10) \| 10 \| Rick James \| Cold Blooded[4] \| – \| \| 26. November 1983 – 30. Dezember 1983 5 Wochen (insgesamt 5) \| 5 \| Lionel Richie \| Can’t Slow Down[5] \| – \| |                                            |                                            |                                            |                           |
| ← 1982 |                                            |                                            |                                            | → 1984 →                  |
| Zeitraum | Wo. ges.                                   | Interpret                                  | Titel                                      | Zusätzliche Informationen |
| (Zeitraum, Wochen auf Platz eins, Interpret, Titel, zusätzliche Informationen) |                                            |                                            |                                            |                           |
| 1. Januar 1983 – 28. Januar 1983 4 Wochen (insgesamt 8) | 8                                          | Marvin Gaye                                | Midnight Love                              | –                         |
| 29. Januar 1983 – 22. Juli 1983 25 Wochen (insgesamt 25) | 25                                         | Michael Jackson                            | Thriller                                   | –                         |
| 23. Juli 1983 – 29. Juli 1983 1 Woche (insgesamt 1) | 1                                          | The Isley Brothers                         | Between the Sheets                         | –                         |
| 30. Juli 1983 – 16. September 1983 7 Wochen (insgesamt 32) | 32                                         | Michael Jackson                            | Thriller                                   | –                         |
| 17. September 1983 – 25. November 1983 10 Wochen (insgesamt 10) | 10                                         | Rick James                                 | Cold Blooded                               | –                         |
| 26. November 1983 – 30. Dezember 1983 5 Wochen (insgesamt 5) | 5                                          | Lionel Richie                              | Can’t Slow Down                            | –                         |